# Leichtathletik-Weltmeisterschaften 2022/Hammerwurf der Männer

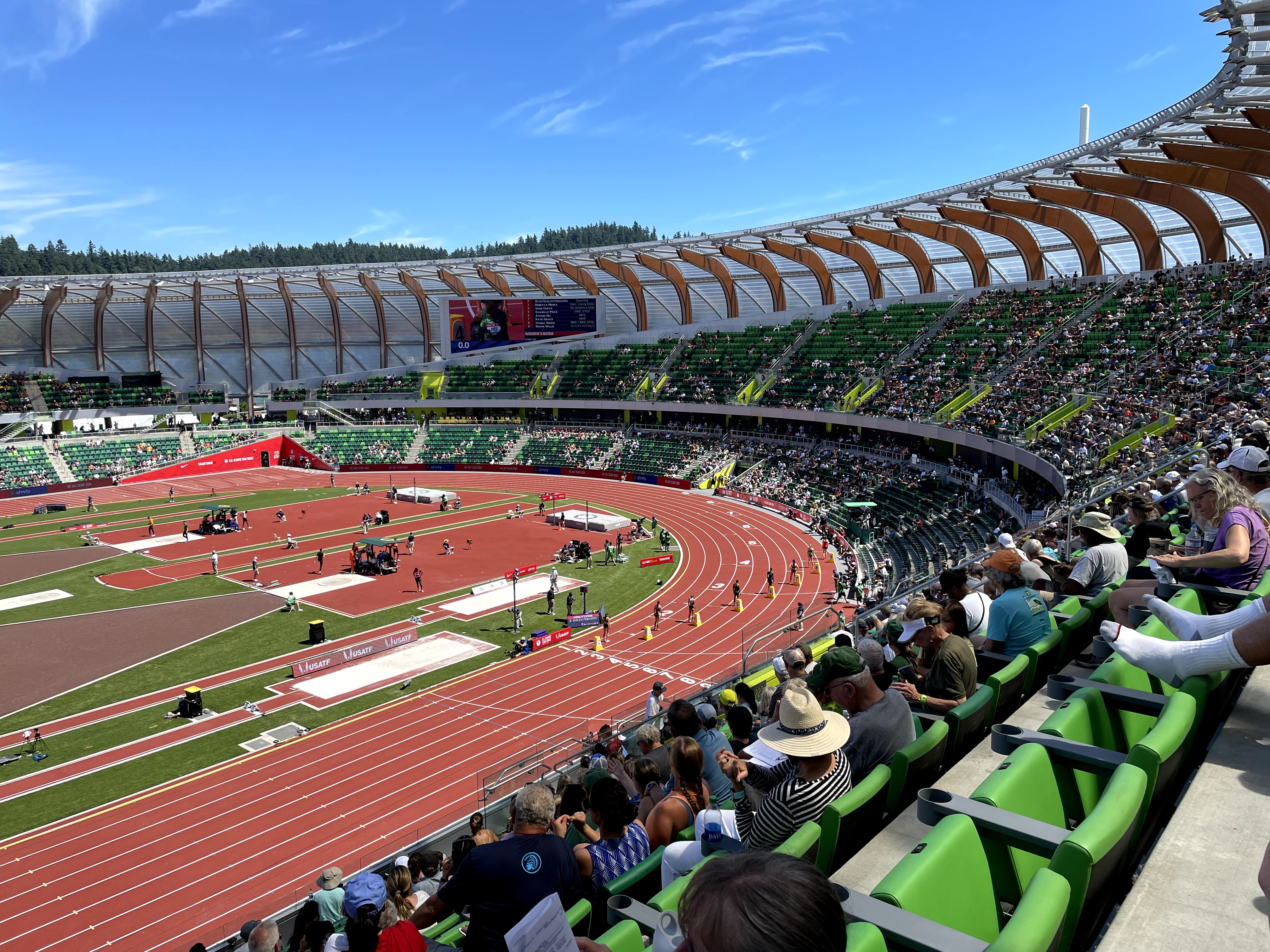
Das Stadion New Hayward Field im Jahr 2021

Der Hammerwurf der Männer bei den Leichtathletik-Weltmeisterschaften 2022 wurde am 15. und 18. Juli 2022 im Hayward Field der Stadt Eugene in den Vereinigten Staaten ausgetragen.
Die polnischen Hammerwerfer erzielten einen Doppelsieg. Seinen fünften Weltmeistertitel in Folge errang der Olympiadritte des letzten Jahres Paweł Fajdek. Er siegte vor dem aktuellen Olympiasieger und dreifachen WM-Dritten (2015/2017/2019) Wojciech Nowicki. Bronze ging an den norwegischen Olympiazweiten von 2021 Eivind Henriksen.

## Rekorde
Vor dem Wettbewerb galten folgende Rekorde:
| Weltrekord               | Jurij Sedych | 86,74 m | EM Stuttgart, BR Deutschland (heute Deutschland) | 30. August 1986 |
| Weltmeisterschaftsrekord | Iwan Zichan  | 83,63 m | WM Osaka, Japan                                  | 27. August 2007 |

Der bestehende WM-Rekord wurde bei diesen Weltmeisterschaften nicht erreicht. Der polnische Weltmeister Paweł Fajdek erzielte mit 81,98 m eine neue Weltjahresbestleistung. Den Rekord verfehlte er damit um 1,65 m. Zum Weltrekord fehlten ihm 4,76 m.

## Legende
Kurze Übersicht zur Bedeutung der Symbolik – so üblicherweise auch in sonstigen Veröffentlichungen verwendet:
| – | verzichtet |
| x | ungültig   |

## Qualifikation
Dreißig Teilnehmer traten in zwei Gruppen zur Qualifikationsrunde an. Acht von ihnen (hellblau unterlegt) übertrafen die Qualifikationsweite für den direkten Finaleinzug von 77,50 m. Damit war die Mindestzahl von zwölf Finalteilnehmern nicht erreicht. Das Finalfeld wurde mit den sechs nächstplatzierten Sportlern (hellgrün unterlegt) auf zwölf Werfer aufgefüllt. So reichten für die Finalteilnahme schließlich 74,67 m.

### Gruppe A
15. Juli 2022, 9:05 Uhr Ortszeit (18:05 Uhr MESZ)
| Platz | Name                   | Nation         | Resultat (m) | 1. Versuch (m) | 2. Versuch (m) | 3. Versuch (m) |
| 1     | Daniel Haugh           | USA            | 79,34        | 74,56          | 77,13          | 79,34          |
| 2     | Wojciech Nowicki       | Polen          | 79,22        | 79,22          | –              | –              |
| 3     | Eivind Henriksen       | Norwegen       | 78,12        | 78,12          | –              | –              |
| 4     | Nick Miller            | Großbritannien | 77,13        | 77,13          | x              | x              |
| 5     | Christos Frantzeskakis | Griechenland   | 76,03        | 76,03          | 74,47          | 75,79          |
| 6     | Adam Keenan            | Kanada         | 74,44        | 74,38          | 74,44          | 72,24          |
| 7     | Diego del Real         | Mexiko         | 74,12        | 73,96          | 74,12          | 73,23          |
| 8     | Yann Chaussinand       | Frankreich     | 73,95        | 72,62          | 73,95          | x              |
| 9     | Marcin Wrotyński       | Polen          | 73,55        | 73,00          | 73,55          | 73,25          |
| 10    | Tristan Schwandke      | Deutschland    | 72,87        | 71,94          | 72,87          | 71,02          |
| 11    | Tuomas Seppänen        | Finnland       | 72,81        | 72,63          | 72,29          | 72,81          |
| 12    | Hilmar Örn Jónsson     | Island         | 72,72        | 72,36          | 72,72          | x              |
| 13    | Joaquín Gómez          | Argentinien    | 69,03        | 69,03          | 68,41          | x              |
| NM    | Denzel Comenentia      | Niederlande    | ogV          | x              | x              | x              |
| DNS   | Gabriel Kehr           | Chile          |              |                |                |                |

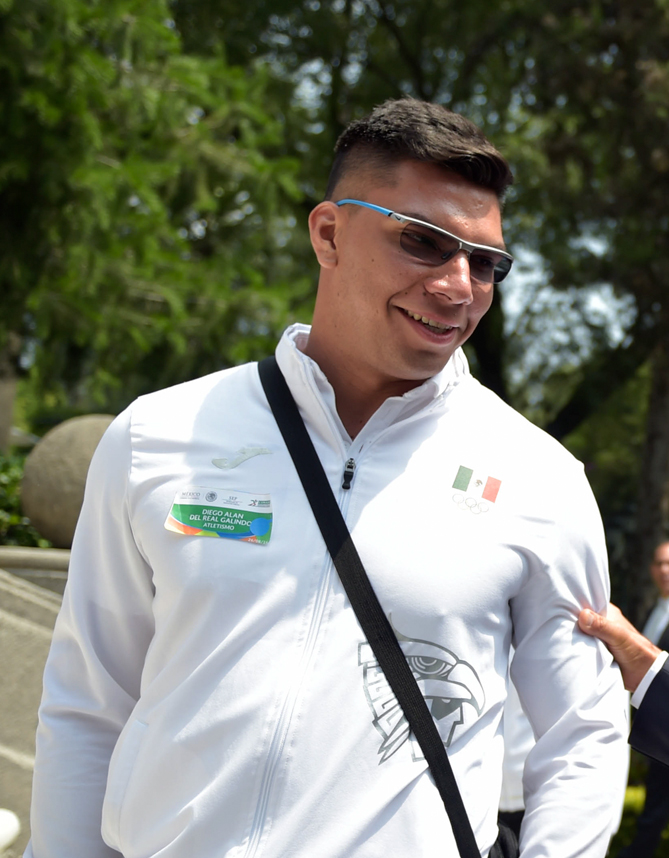
Diego del Real – ausgeschieden mit 74,12 m

Weitere in Qualifikationsgruppe A ausgeschiedene Hammerwerfer:

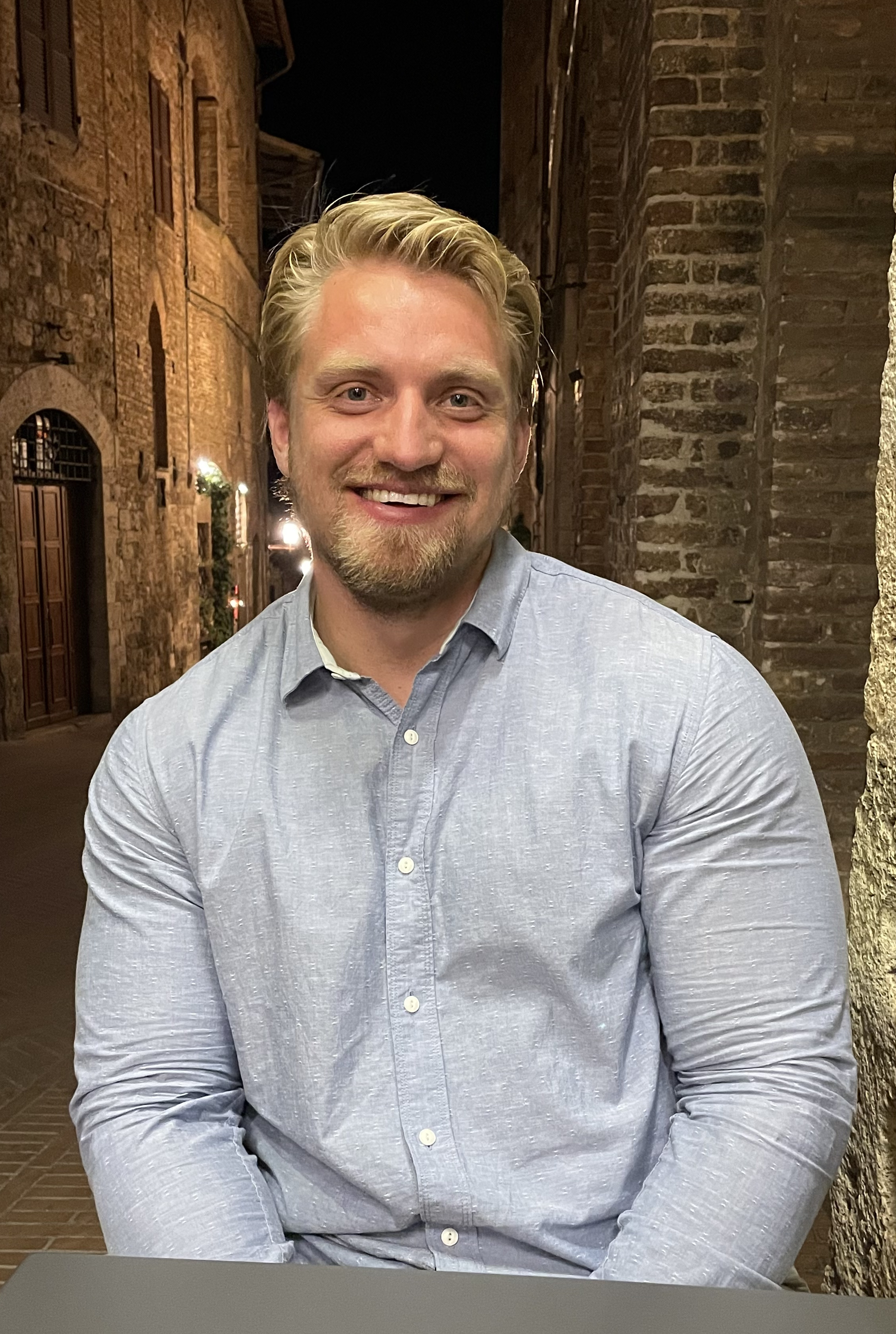
Tristan Schwandke – 72,87 m
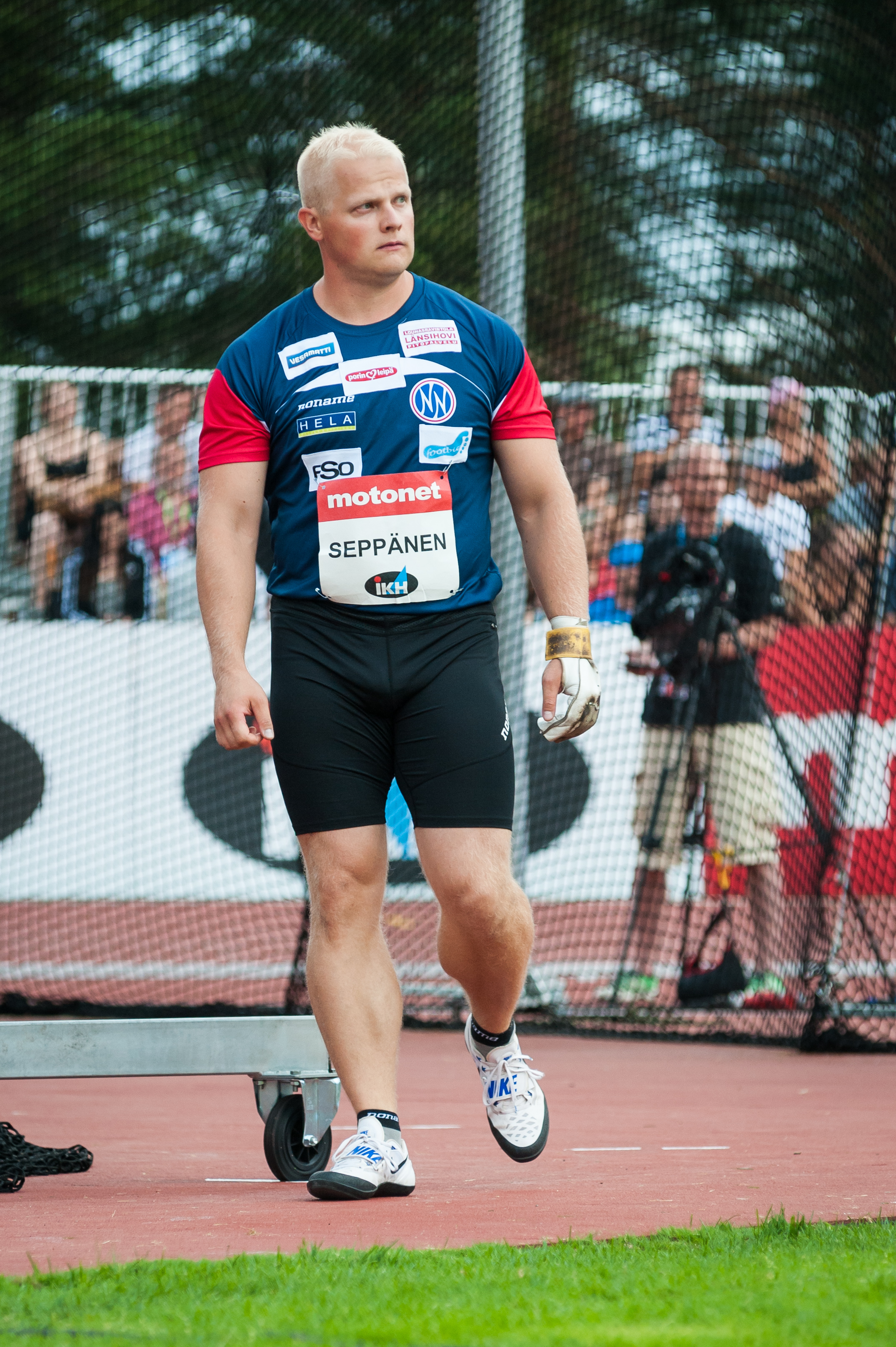
Tuomas Seppänen – 72,81 m
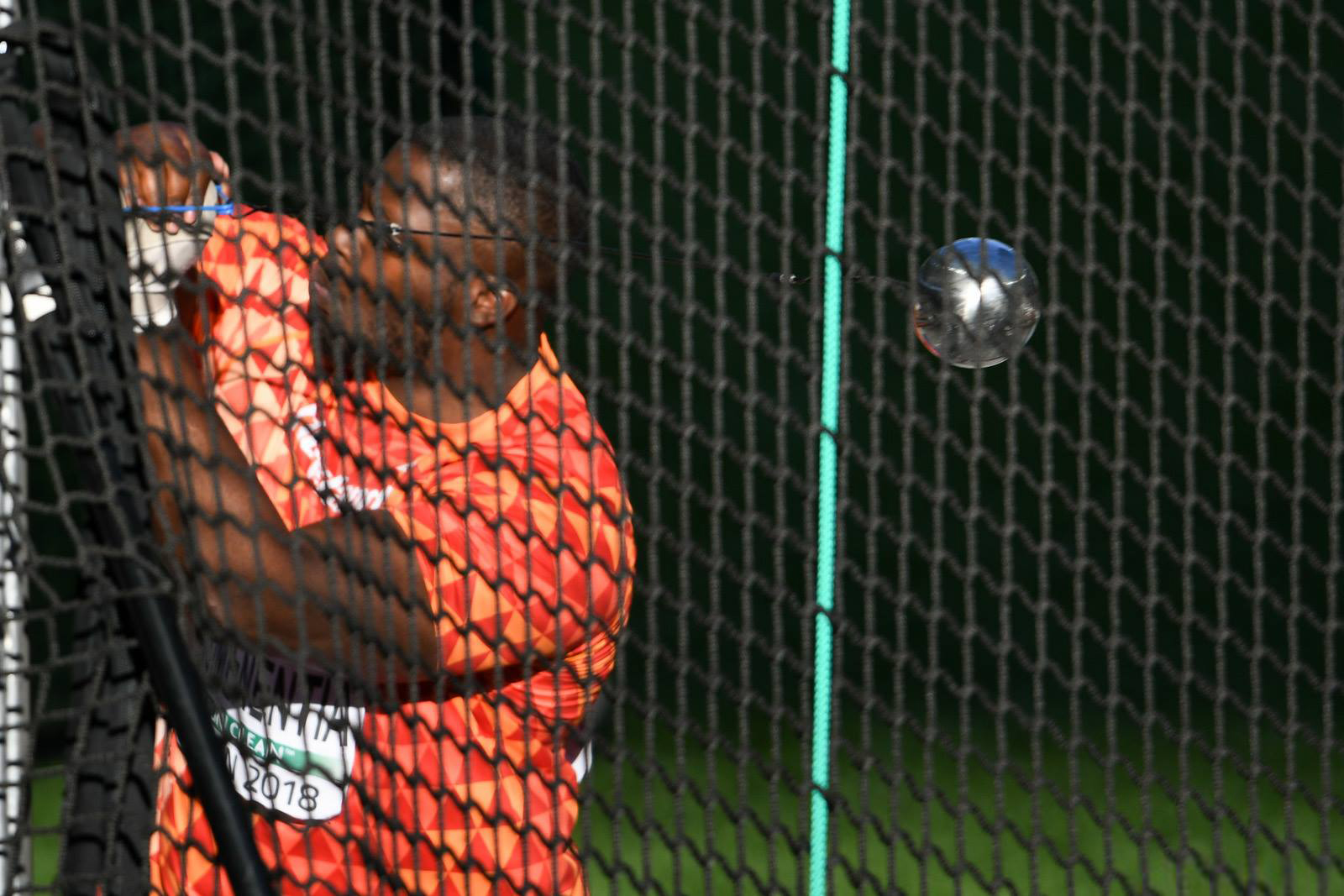
Denzel Comenentia gelang kein gültiger mWurf

### Gruppe B
15. Juli 2022, 10:30 Uhr Ortszeit (19:30 Uhr MESZ)
| Platz | Name                 | Nation       | Resultat (m) | 1. Versuch (m) | 2. Versuch (m) | 3. Versuch (m) |
| 1     | Paweł Fajdek         | Polen        | 80,09        | 74,63          | 80,09          | –              |
| 2     | Bence Halász         | Ungarn       | 79,13        | 79,13          | –              | –              |
| 3     | Rudy Winkler         | USA          | 78,61        | 76,97          | 78,61          | –              |
| 4     | Quentin Bigot        | Frankreich   | 77,95        | 75,62          | 77,95          | –              |
| 5     | Mychajlo Kochan      | Ukraine      | 77,58        | 76,62          | 74,95          | 77,58          |
| 6     | Humberto Mansilla    | Chile        | 75,33        | 72,85          | 74,39          | 75,33          |
| 7     | Alex Young           | USA          | 74,67        | 74,67          | x              | 72,97          |
| 8     | Javier Cienfuegos    | Spanien      | 74,25        | 73,16          | 72,43          | 74,25          |
| 9     | Serghei Marghiev     | Moldau       | 74,17        | 70,13          | 73,46          | 74,17          |
| 10    | Rowan Hamilton       | Kanada       | 74,02        | 73,58          | 74,02          | 72,26          |
| 11    | Ragnar Carlsson      | Schweden     | 73,45        | x              | 72,26          | 73,45          |
| 12    | Thomas Mardal        | Norwegen     | 72,90        | 70,31          | x              | 72,90          |
| 13    | Michalis Anastasakis | Griechenland | 72,40        | 70,35          | 70,03          | 72,40          |
| 14    | Allan Wolski         | Brasilien    | 71,27        | x              | 69,56          | 71,27          |
| 15    | Aaron Kangas         | Finnland     | 69,69        | 69,69          | 69,64          | 68,35          |

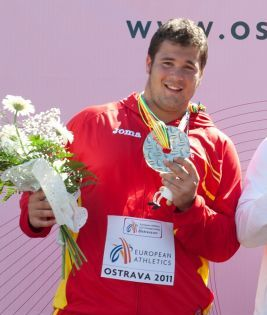
Javier Cienfuegos – ausgeschieden mit 74,25 m

Weitere in Qualifikationsgruppe B ausgeschiedene Hammerwerfer:

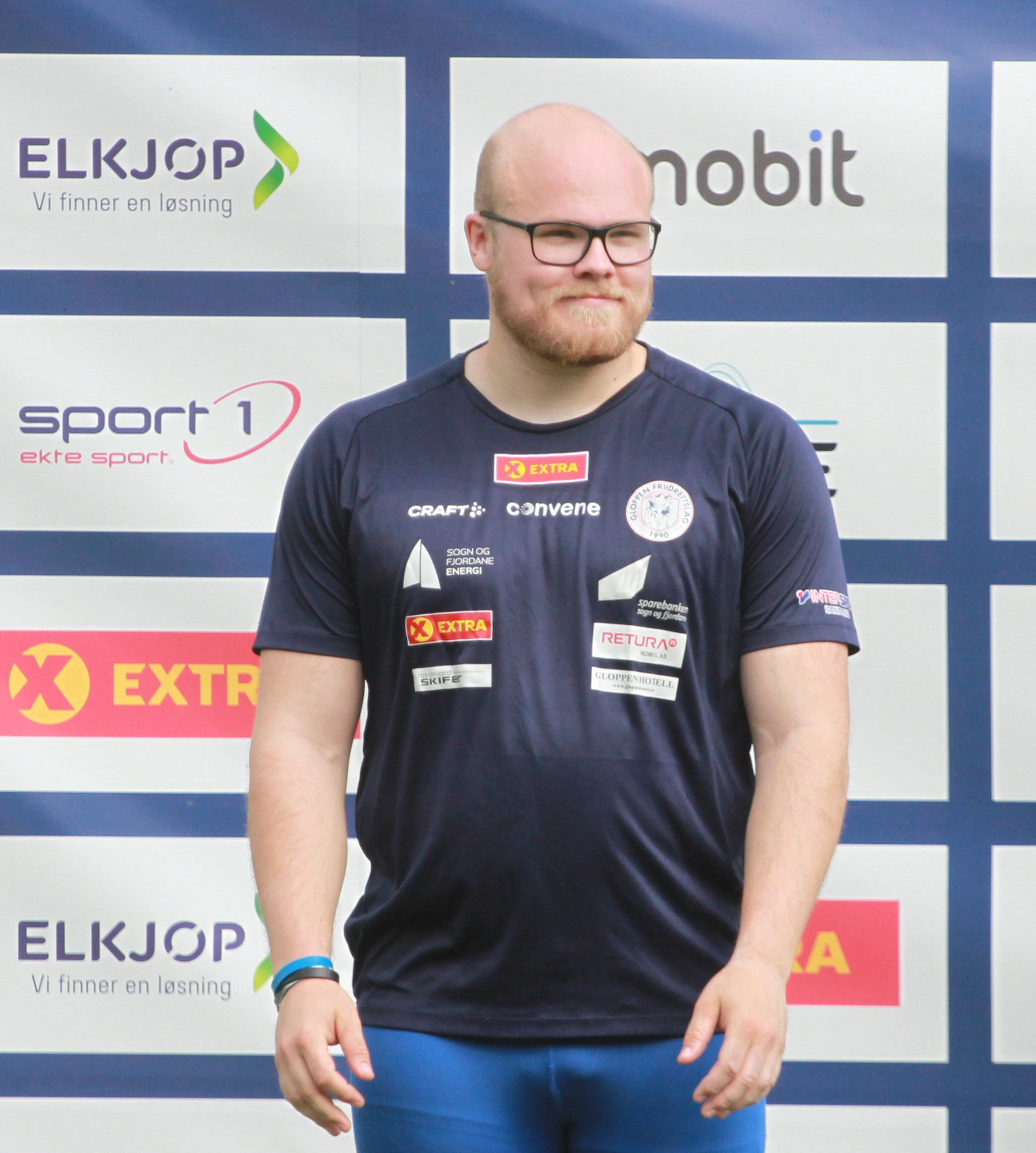
Thomas Mardal – 72,90 m
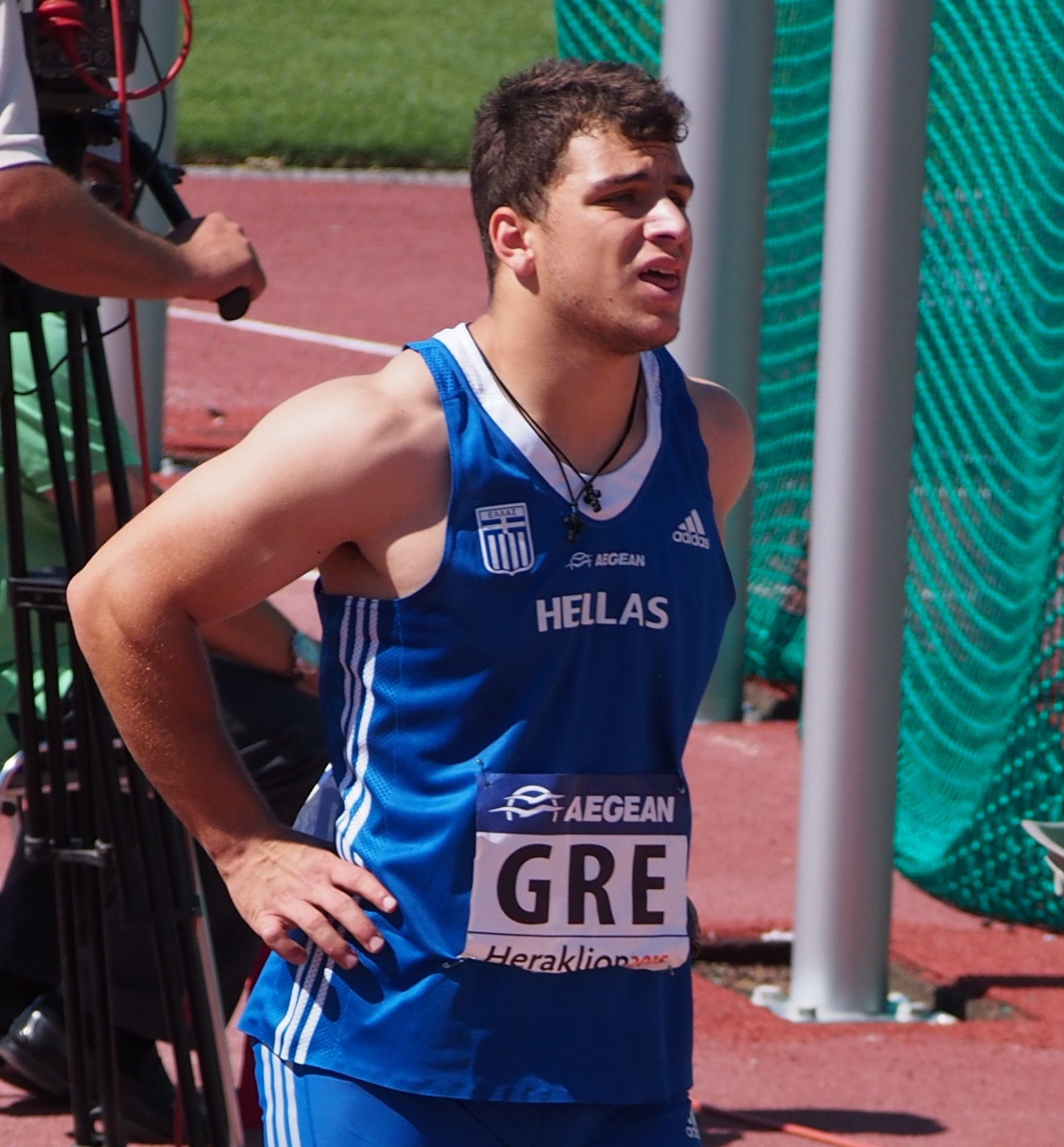
Michalis Anastasakis – 72,40 m
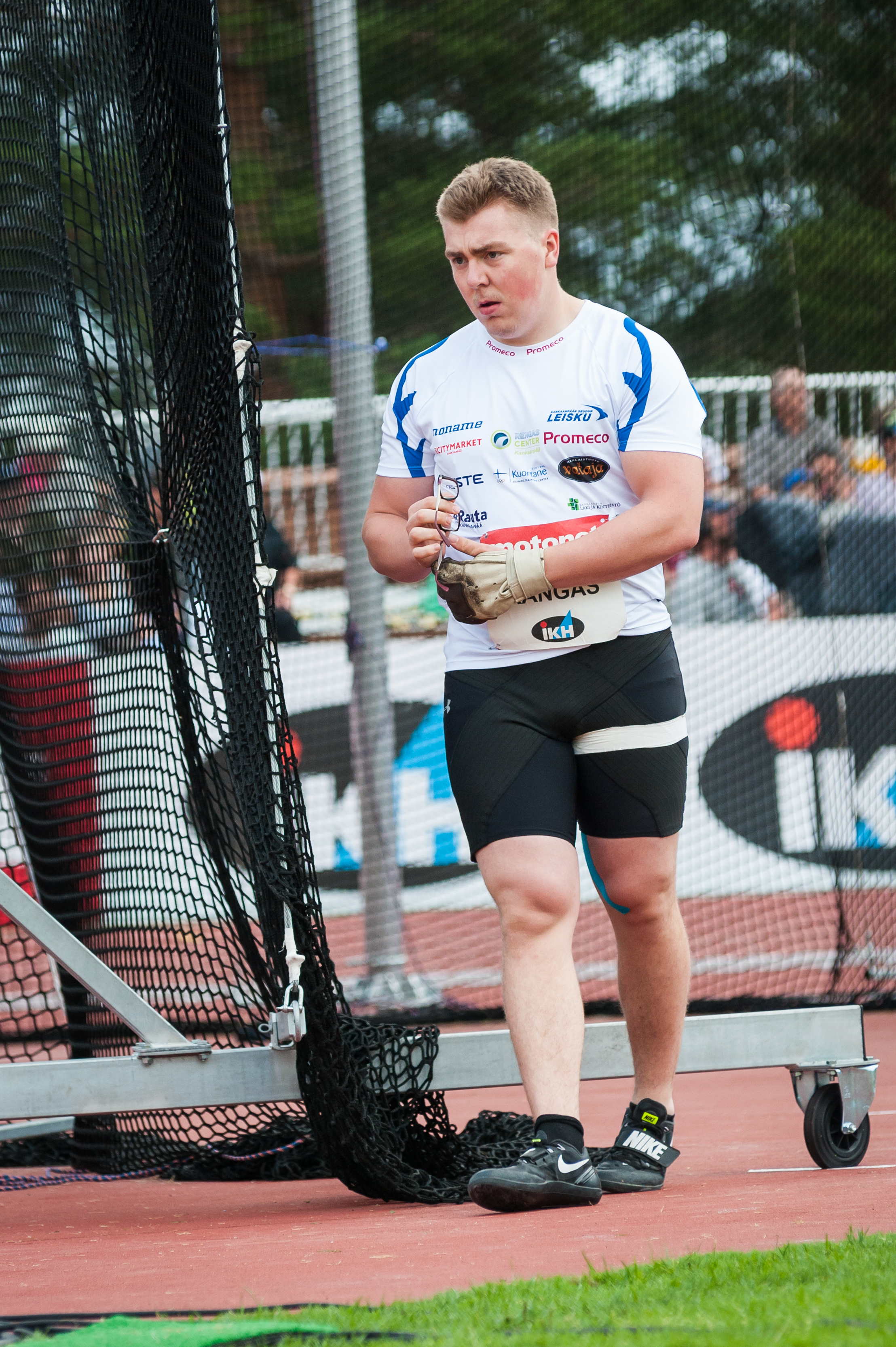
Aaron Kangas – 69,69 m

## Finale
16. Juli 2022, 12:00 Uhr Ortszeit (21:00 Uhr MESZ)
| Platz | Name                   | Nation         | Resultat (m) | 1. Versuch (m) | 2. Versuch (m) | 3. Versuch (m) | 4. Versuch (m)                         | 5. Versuch (m)                         | 6. Versuch (m)                         |
| 1     | Paweł Fajdek           | Polen          | 81,98 WL     | 74,71          | 80,58          | 81,98          | 79,13                                  | x                                      | x                                      |
| 2     | Wojciech Nowicki       | Polen          | 81,03000     | 77,40          | 80,07          | 81,03          | x                                      | 79,45                                  | 79,53                                  |
| 3     | Eivind Henriksen       | Norwegen       | 80,87000     | 78,89          | 80,87          | x              | 75,55                                  | 77,74                                  | 78,19                                  |
| 4     | Quentin Bigot          | Frankreich     | 80,24000     | 79,52          | 78,86          | 80,24          | 79,94                                  | 79,85                                  | 79,38                                  |
| 5     | Bence Halász           | Ungarn         | 80,15000     | 79,12          | 79,46          | 80,15          | x                                      | 78,77                                  | 79,07                                  |
| 6     | Rudy Winkler           | USA            | 78,99000     | 78,91          | 77,49          | x              | 78,51                                  | 78,99                                  | 78,89                                  |
| 7     | Mychajlo Kochan        | Ukraine        | 78,83000     | 78,07          | 78,83          | x              | 77,94                                  | 78,16                                  | 77,97                                  |
| 8     | Daniel Haugh           | USA            | 78,10000     | 76,80          | 78,10          | x              | 76,52                                  | 77,71                                  | x                                      |
| 9     | Christos Frantzeskakis | Griechenland   | 77,04000     | 77,04          | 74,34          | 76,85          | nicht im Finale der besten acht Werfer | nicht im Finale der besten acht Werfer | nicht im Finale der besten acht Werfer |
| 10    | Humberto Mansilla      | Chile          | 73,91000     | 73,91          | 71,71          | 73,05          | nicht im Finale der besten acht Werfer | nicht im Finale der besten acht Werfer | nicht im Finale der besten acht Werfer |
| 11    | Nick Miller            | Großbritannien | 73,74000     | x              | x              | 73,74          | nicht im Finale der besten acht Werfer | nicht im Finale der besten acht Werfer | nicht im Finale der besten acht Werfer |
| 12    | Alex Young             | USA            | 73,60000     | 73,60          | 73,53          | x              | nicht im Finale der besten acht Werfer | nicht im Finale der besten acht Werfer | nicht im Finale der besten acht Werfer |

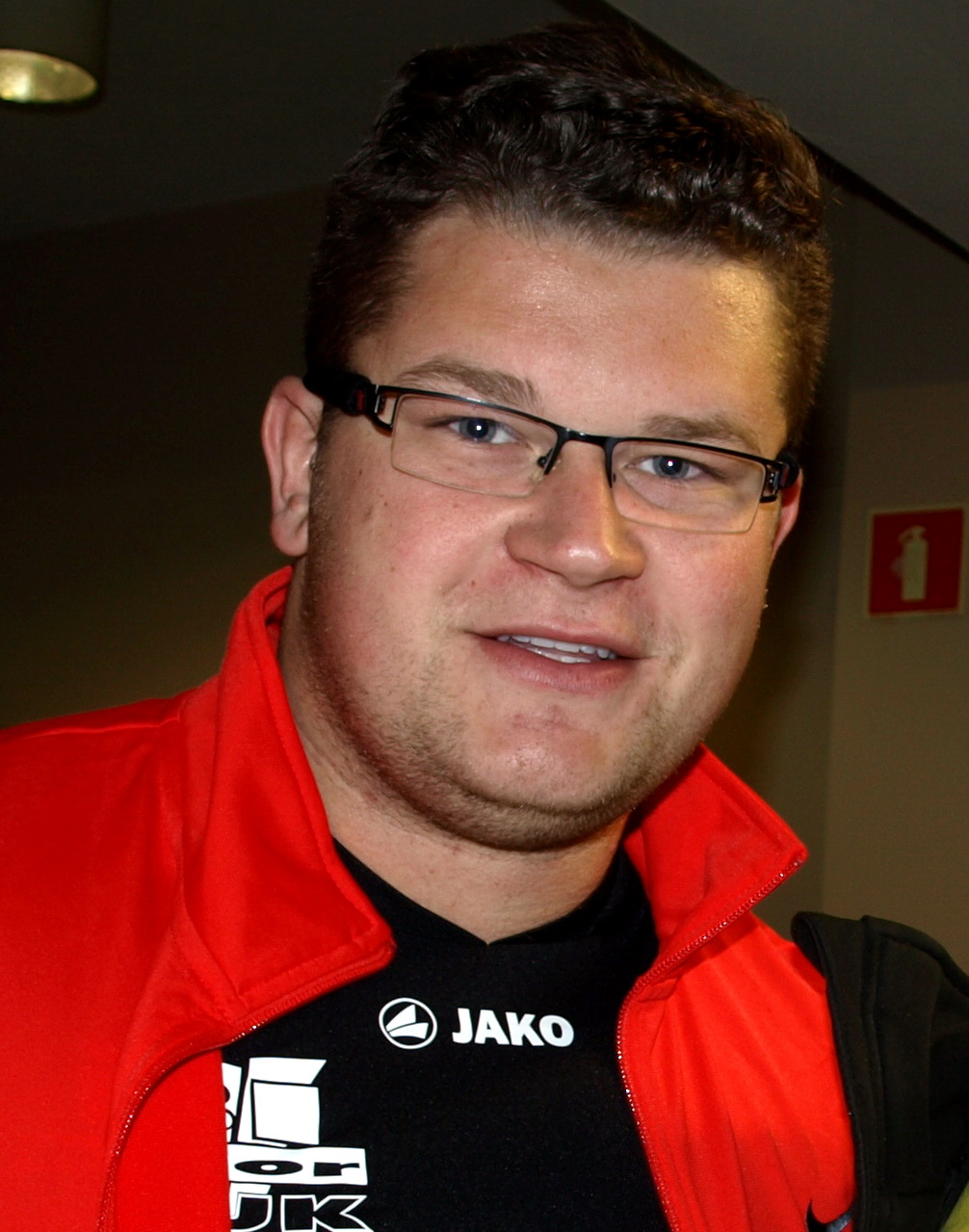
Fünfter WM-Titel in Folge für Pawel Fajdek

In der ersten Runde gab es noch keinen Wurf jenseits von achtzig Metern. Der Franzose Quentin Bigot führte mit 79,52 m vor dem Ungarn Bence Halász mit 79,12 m. In Durchgang zwei fiel dann die 80-Meter-Marke. Der Norweger Eivind Henriksen setzte sich mit 80,87 m an die Spitze. Es folgten die beiden Polen Paweł Fajdek (80,58 m) und Wojciech Nowicki (80,07 m). Fajdek hatte zuvor viermal in Folge den WM-Titel errungen und war Olympiadritter des Vorjahres. Nowicki war der aktuelle Olympiasieger und hatte zuvor dreimal Bronze bei Weltmeisterschaften 
(2015/2017/2019) gewonnen.
Die dritte Runde brachte weitere Steigerungen. Zunächst setzte sich Nowicki mit 81,03 m an die Spitze. Mit 80,24 m übernahm Bigot Rang vier. Auch Halász übertraf mit 80,15 m nun die 80-Meter-Marke, blieb allerdings Fünfter. Fajdek gelang anschließend ein Wurf auf 81,98 m, womit er Nowicki wieder von der führenden Position verdrängte.
In den drei folgenden Durchgängen war nur noch eine Steigerung zu verzeichnen. Der US-Amerikaner Rudy Winkler belegte am Ende mit 78,99 m aus seinem fünften Versuch den sechsten Rang. Ansonsten gab es keine Änderungen mehr und so wurde Paweł Fajdek zum fünften Mal in Folge Weltmeister. Silber ging an Wojciech Nowicki, Eivind Henriksen gewann Bronze. Die Plätze vier und fünf belegten in dieser Reihenfolge Quentin Bigot und Bence Halász.

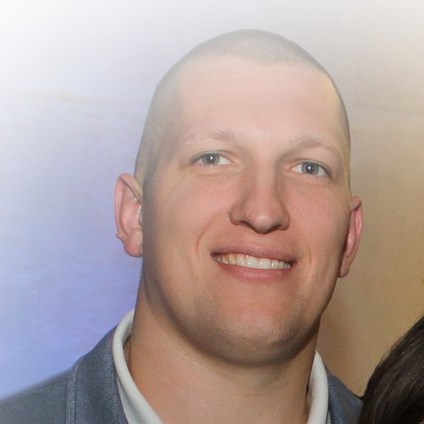
Wojciech Nowicki – Rang zwei nach seinem Olympiasieg im Jahr zuvor
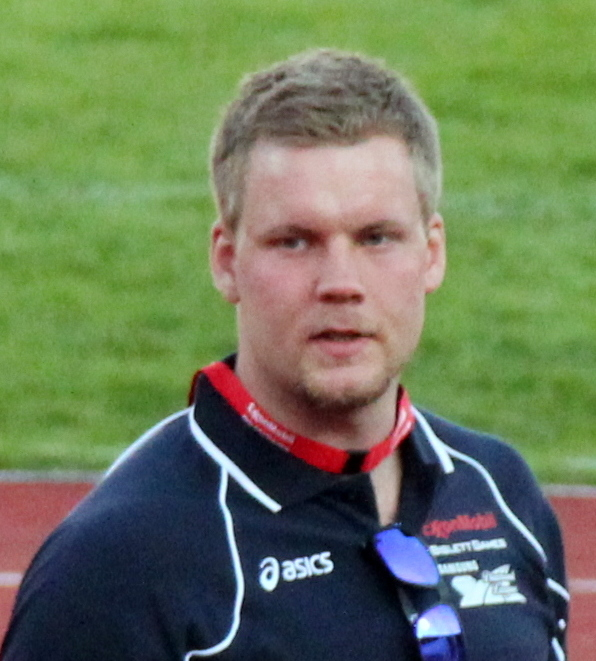
Bronzemedaillengewinner Eivind Henriksen
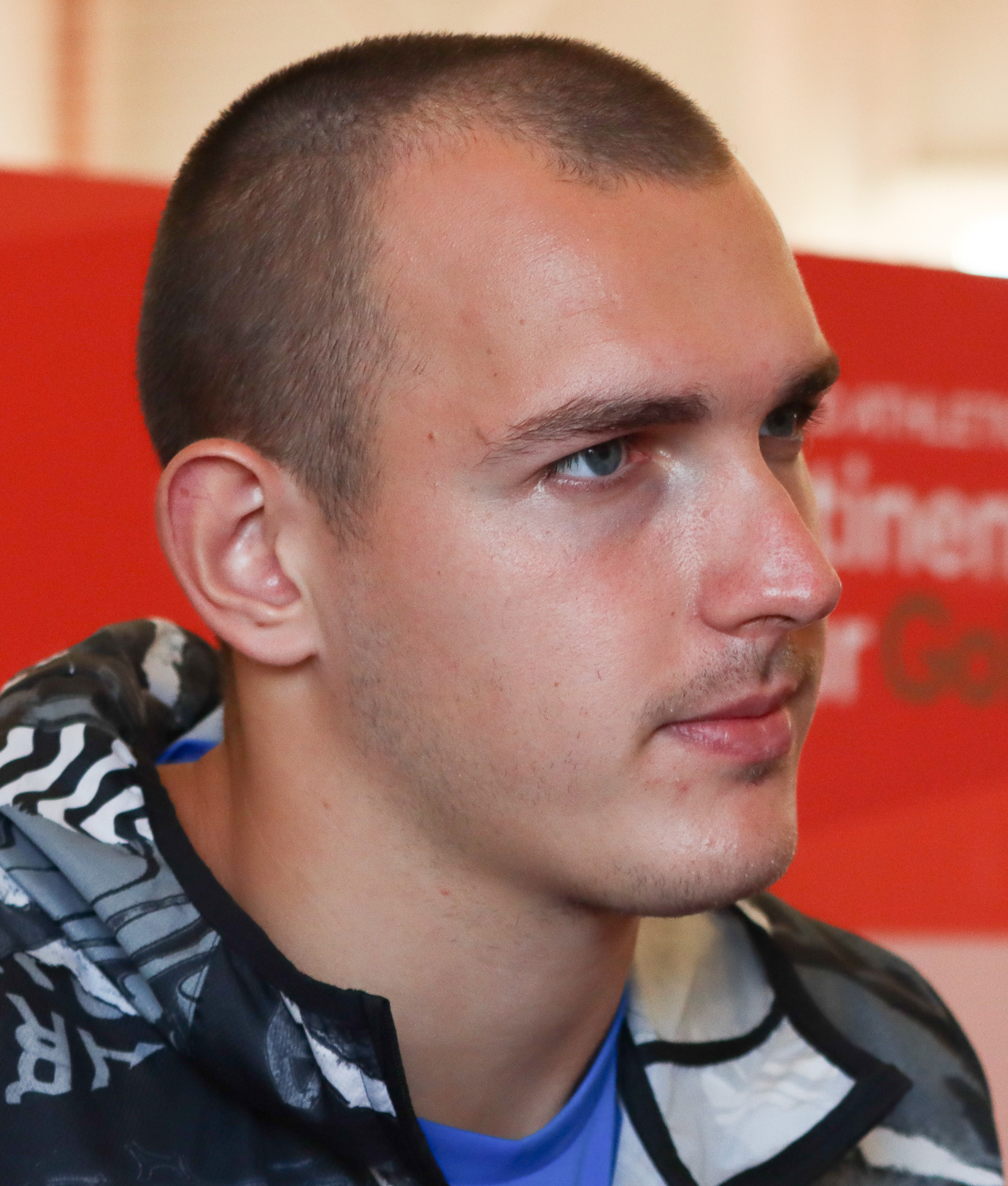
Rang fünf für Bence Halász
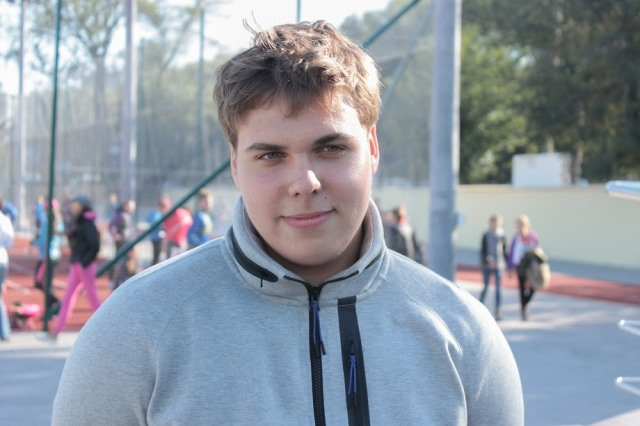
Mychajlo Kochan kam auf den siebten Platz

## Videolinks
- Hammer Throw - World Athletics Championships 2022, youtube.com, abgerufen am 14. August 2022
- Fajdek wins 5th world title, World Athletics Championships Oregon 2022, youtube.com, abgerufen am 14. August 2022